# Fabio González-Zuleta
Fabio González-Zuleta (født 2. november 1920 i Bogota, Colombia - død 17. november 2011) var en colombiansk komponist, lærer, pianist og violinist.
González-Zuleta hører til en af Colombias førende komponister. Han studerede komposition, klaver og violin på Universidad Nacional de Colombia hos bl.a. Guillermo Uribe Holguin. Han komponerede i mange genrer, men er mest kendt som symfoniker. 
González-Zuleta har skrevet 9 symfonier, orkesterværker, kammermusik, instrumentalværker etc. Han var lærer i komposition på Universidad Nacional de Colombia, og blev senere rektor. 

## Udvalgte værker
- Symfoni nr. 1 "Saltkatedralen" (1956) ' for orkester
- Symfoni nr. 2 (1959) - for orkester
- Symfoni nr. 3 (1961) - for orkester
- Symfoni nr. 4 "Caféen" (1963) - for orkester
- Symfoni nr. 5 - (1965) - for orkester
- Symfoni nr. 6 "Den gamle Verden" - (1967) - for orkester
- Symfoni nr. 7 "Limet" - (1969) - for orkester
- Symfoni nr. 8 "Forvandling" - (1971) - for orkester
- Symfoni nr. 9 - (1974) - for orkester
- Symfoni (1966) - for strygeorkester